# وینچنزو زوکونلی
وینچنزو زوکونلی (ایتالیایی: Vincenzo Zucconelli؛ زادهٔ ۳ ژوئن ۱۹۳۱) دوچرخه‌سوار اهل ایتالیا است.
وی در مسابقات کشوری و بین‌المللی در مجموع برندهٔ ۱ مدال نقره شده‌است.